# شهرت (فیلم ۱۹۸۰)
شهرت (انگلیسی: Fame) یک فیلم در سبک موزیکال به کارگردانی آلن پارکر است که در سال ۱۹۸۰ منتشر شد.

## بازیگران
- ایرنه کارا
- دبی آلن
- مورین تیفی
- جین آنتونی ری
- پل مک‌کرین
- بری میلر
- هالند تیلور
- ادی بارث
- لورا دین
- بوید گینس
- ان میرا
- جیم مودی
- جوانا مرلین
- بری باستویک
- ریچارد بلزر
- سوزان ساراندون
- مایکل دی لورنزو
- مگ تیلی